# Malthodes fuscus
Malthodes fuscus är en skalbaggsart som först beskrevs av Joseph Waltl 1838.  Malthodes fuscus ingår i släktet Malthodes, och familjen flugbaggar. Arten är reproducerande i Sverige.